# Jacek Gołębiowski
Jacek Jan Gołębiowski (ur. 6 stycznia 1964 w Kluczborku) – polski historyk, doktor habilitowany, nauczyciel akademicki, profesor nadzwyczajny KUL, badacz dziejów najnowszych.

## Życiorys
Ukończył historię na Katolickim Uniwersytecie Lubelskim (1988), od 1993 pracuje na macierzystej uczelni.  Obronił pracę doktorską w 1999 roku (temat: Europa Środkowo-Wschodnia w myśli politycznej obozu narodowego 1907-1980; promotor: Czesław Bloch), otrzymał stopień doktora habilitowanego w roku 2011.  Jest pracownikiem Katedry Świata Hiszpańskiego, Polityki i Relacji Międzynarodowych w Instytucie Historii Katolickiego Uniwersytetu Lubelskiego Jana Pawła II. Zajmuje się polską i hiszpańską myślą polityczną w XX wieku. W grudniu 2022 został dyrektorem Instytutu Rozwoju Języka Polskiego im. św. Maksymiliana Marii Kolbego. W lutym 2024 odwołany z tego stanowiska.
Wszedł w skład komitetu wspierającego kandydaturę Karola Nawrockiego na prezydenta RP w wyborach w 2025.

## Wybrane publikacje
- Europa Środkowo-Wschodnia w myśli politycznej Polskiego Obozu Narodowego 1907-1980, Lublin: Wydawnictwo Polihymnia 2005.
- Od izolacji do integracji: Europa w hiszpańskiej myśli politycznej 1945-1995, Lublin: Instytut Europy Środkowo-Wschodniej 2007.
- Europa w hiszpańskiej myśli politycznej oraz myśli politycznej polskiego wychodźstwa w latach 1945-1995, Lublin: Wydawnictwo KUL, 2010.
- (współautor) Polskość na emigracji: zagadnienia wybrane, Lublin: Fundacja Servire Veritati Instytut Edukacji Narodowej 2010.